# Resolució 496 del Consell de Seguretat de les Nacions Unides
La Resolució 496 del Consell de Seguretat de les Nacions Unides fou aprovada per unanimitat el 15 de desembre de 1981. Després d'escoltar les representacions de les Seychelles, el Consell va condemnar el recent intent de cop d'estat al país per mercenaris estrangers dirigits per Mike Hoare, suposadament recolzat per Sud-àfrica i el subsegüent segrest d'un avió Air India, el 25 de novembre de 1981.
La resolució es va establir per establir una comissió, amb l'assistència del secretari general de les Nacions Unides, per investigar els esdeveniments i informar-los abans del 31 de gener de 1982.
Aproximadament 40 mercenaris van ser capturats amb armes a l'Aeroport Internacional de les Seychelles i el cop d'Estat va fracassar. El representant de les Seychelles, Glovanella Gonthier, va dir al Consell que hi havia "tots els motius per creure que Sud-àfrica podria haver estat involucrada en l'agressió". El país va fer una crida al boicot de l'aviació civil de Sud-àfrica en resposta, però Sud-àfrica va negar la seva participació i va dir que provaria que alguns dels 39 mercenaris havien aterrat al país a bord del vol segrestat Air India.
Es va examinar un informe sobre els esdeveniments a la Resolució 507 (1982).